# 岩永峯一
岩永 峯一（いわなが みねいち、1941年〈昭和16年〉9月5日 - ）は、日本の政治家。
農林水産大臣（第38・39代）、農林水産副大臣（第2次小泉改造内閣）、総務大臣政務官（第1次小泉第1次改造内閣）、農林水産大臣政務官（第1次小泉内閣）、衆議院議員（4期）、滋賀県議会議長、滋賀県議会副議長、滋賀県議会議員（5期）、信楽町議会議員（1期）などを歴任。

## 来歴
滋賀県立甲賀高等学校（現在の滋賀県立水口高等学校）卒業。中央大学法学部中退。1971年、滋賀県信楽町（現在の甲賀市）町議となる。1975年、滋賀県議会議員となり、5期務める。この間、1988年から1989年に同議会副議長、1990年から1991年に同議長を務めた。
1996年の第41回衆議院議員総選挙で滋賀3区から無所属で立候補して当選する。石破茂、新井将敬らの作った会派21世紀にオブザーバ参加の後、自由民主党に入党した。自由民主党では宏池会に属し、加藤の乱では加藤紘一と行動を共にするが、後に堀内派に移る。
2002年10月、第1次小泉改造内閣で総務大臣政務官（旧自治省からは自治行政局、公務員制度及び選挙制度の問題ならびに消防関係全般、旧郵政省からは郵政事業全般、旧総務庁からは人事及び恩給制度の問題を担当）に就任。
第2次小泉改造内閣で農林水産副大臣に就任。2005年8月8日、農林水産大臣の島村宜伸が郵政解散に反対して罷免され、首相の小泉純一郎が農水相を兼任。8月11日に岩永が副大臣から昇格する形で農水相に就任。8月19日から3日間、オーストラリアのブリズベンで開かれた5カ国農相会議に出席する。第3次小泉内閣では全閣僚再任という形で留任するが、10月31日の内閣改造で離任。農水相在任期間は82日だった。
2008年9月29日、健康上の理由から次期衆院選に立候補せず引退することを表明した。2009年3月3日、自民党滋賀県連会長を辞任。後継候補に三男の岩永裕貴を擁立する意向だったが、後述の政治資金問題などから出馬辞退に追い込まれた。その後、公募候補の武藤貴也が後継となったもの、民主党の奥村展三に敗れて落選する。
2011年11月の秋の叙勲で旭日重光章を受章する。
岩永が理事長を務める一般財団法人「滋賀県青年会館」に対して滋賀県が土地を無償、その後、異常に減免して貸し出していた。問題を調査してきた市民オンブズマンらは「県議や国会議員を務め、50年間も理事長をしていた岩永峯一氏に県側が忖度したのではないか」と主張し続けていた。
そして、2022年9月9日、滋賀県大津地裁は青年会館の減免措置決定は違法だったと認めた。

## 政策・主張
- 健康増進法を努力規定ではなく義務規定として、受動喫煙防止を徹底することに反対[9]。

## 所属していた団体・議員連盟
- 神道政治連盟国会議員懇談会
- 日韓議員連盟
- 再チャレンジ支援議員連盟

## 政治資金収支報告書問題
2009年2月13日、自身が代表を務めていた政治団体が宗教法人「神慈秀明会」から受け取った献金を政治資金収支報告書に記載していなかったことがわかった。神慈秀明会から2003年と2005年にそれぞれ3000万円ずつ、計6000万円の寄付を受けたとされている。
また、長男は神慈秀明会の財団職員として、毎月２０万から３０万円の給与を十数年間受け取っており、家族ぐるみでの癒着関係が認められる。
この問題に対し岩永は「事務所担当者個人の借り入れ」と、記載されていなくても問題はないとの認識を示しているが、神慈秀明会は「会が個人にお金を貸すことはなく、自民党滋賀県第4選挙区支部の領収書も受け取っている」と、この主張に反論している。